# Yoshito Usui
Yoshito Usui (Japans: 臼井 儀人, Usui Yoshito) (Shizuoka, 21 april 1958 – Gunma, 11 september 2009) was een Japans mangatekenaar, die vooral bekend werd als auteur van de populaire manga Shin Chan. Zijn lichaam werd op 19 september 2009 aangetroffen aan de voet van een klif in Gunma.

## Leven
In 1977 studeerde Usui af van de Saitama Kasukabe technische middelbare school. Daarna ging hij deeltijds design studeren. Hij zette zijn studies echter stop zonder deze af te werken. In 1979 ging hij aan de slag bij een reclamebedrijf genaamd POP Advertising. Hij maakte zijn manga debuut in 1987 met Darakuya Store Monogatari, welke werd uitgegeven in het tijdschrift Weekly Manga Action.
In augustus 1990 ving de publicatie van Shin Chan aan in Weekly Manga Action. De reeks was oorspronkelijk een spin-off van het personage Shinnosuke Nikaido uit Darakuya Store Monogatari. Vanaf 1992 werd een anime gebaseerd op de strip uitgezonden. Een ware Crayon Shin-chan hype volgde nadat in 1993 de film Crayon Shin-chan: Action Mask vs. Leotard Devil uitkwam. In 1995 werd Usui's manga Super Shufu Tsukimi-San uitgegeven in het magazine Manga Life.
Usui was getrouwd en had twee dochters.

## Werken
- 1985: Darakuya Store Monogatari (だらくやストア物語, Darakuya Sutoa Monogatari)
- 1990: Office Lady Gumi (おーえるグミ, Oeru Gumi)
- 1990: Crayon Shin-chan (クレヨンしんちゃん, Kureyon Shin-chan)
- 1992: Unbalance Zone (あんBaらんすゾーン, Anbaransu Zon)
- 1992: Super Shufu Tsukimi-san (スーパー主婦月美さん)
- 1992: Scramble Egg (すくらんぶるえっぐ, Sukuramburu Eggu
- 1992: Kabushiki-gaisha Kurubushi Sangyo 24-ji ((株)くるぶし産業24時)
- 1993: Usui Yoshito no Motto: Hiraki Naotchau zo! (臼井儀人のもっと ひらきなおっちゃうぞ!)
- 1993: Hiraki Naotchau zo! (ひらきなおっちゃうぞ!)
- 1993: Super Mix (すぅぱあ・みっくす, Supā Mikkusu)
- 1993: Mix Connection (みっくす・こねくしょん, Mikkusu Konekushon)
- 1994: Usui Yoshito no Buchikama Theater (臼井儀人のぶちかまシアター, Usui Yoshito no Buchikama Shiatā)
- 1998: Atashira Haken Queen (あたしら派遣クイーン, Atashira Haken Kuīn)
- 2000: Usui Yoshito Connection (臼井儀人こねくしょん, Usui Yoshito Konekushon)
- 2002: Shiwayose Haken Gaisha K.K. (しわよせ派遣会社 (株))
- 2008: Crayon Shin-chan: The Storm Called: The Hero of Kinpoko (映画クレヨンしんちゃんちょー嵐を呼ぶ金矛(キンポコ)の勇者)